# Porto Seguro
16°26′S 39°05′V / 16.433°S 39.083°V
Porto Seguro er en kommune i den sydlige del af den brasilianske delstat Bahia. 

## Geografi

### Placering
Byen ligger ud til atlanterhavet og ligger cirka midtvejs mellem Salvador (707 km mod nord) og Vitória (613 km mod syd).

### Klima
|                      | Jan  | Feb  | Mar  | Apr   | Maj   | Jun  | Jul  | Aug  | Sep  | Okt  | Nov   | Dec  | Middel | Total |
| -------------------- | ---- | ---- | ---- | ----- | ----- | ---- | ---- | ---- | ---- | ---- | ----- | ---- | ------ | ----- |
| Min. temperatur(°C)  | 24   | 24   | 24   | 23    | 21    | 20   | 19   | 19   | 20   | 22   | 23    | 23   | 22     |       |
| Max. temperatur(°C)  | 30   | 31   | 31   | 30    | 28    | 27   | 26   | 26   | 27   | 28   | 28    | 29   | 28     |       |
| Middeltemperatur(°C) | 27   | 28   | 28   | 27    | 25    | 24   | 23   | 23   | 24   | 25   | 26    | 26   | 25     |       |
| Nedbør (mm)          | 56,8 | 40,5 | 89,7 | 103,8 | 104,2 | 51,3 | 79,4 | 48,7 | 56,9 | 82,2 | 123,6 | 93,1 | 77,52  | 930,2 |

## Historie
Porto Seguro er fødestedet for det moderne Brasilien idet det var her en europæer for første gang satte fod på brasiliansk
jord. Den 23. april 1500 kom Pedro Álvarez Cabral hertil i sit forsøg på at nå Indien

## Transport

### Hovedveje
Omkring 62 km vest for byen er der forbindelse til hovedvejen BR-101

### Lufttransport
Fra Porto Seguro lufthavn er der forbindelse til de store brasilianske byer: Belo Horizonte,
Rio de Janeiro, Salvador og São Paulo, men også til Milano.